# Łęczówka
Łęczówka [wɛnˈt͡ʂufka] (tiếng Đức: Lenz B) Là một khu định cư ở quận hành chính của Gmina Stara Dąbrowa, trong Stargardzki, Zachodniopomorskie, ở tây bắc Ba Lan. Nó nằm khoảng 6 kilômét (4 mi)   phía tây bắc của Stara Dąbrowa, 14 km (9 mi) về phía bắc của Stargard và 34 km (21 mi) về phía đông của thủ đô khu vực Szczecin.
Trước năm 1945, khu vực này là một phần của Đức. Đối với lịch sử của khu vực, xem Lịch sử của Pomerania.